# President van Itsjkerië
De president van de Tsjetsjeense Republiek Itsjkerië is een president van de de jure onafhankelijke Tsjetsjeense Republiek Itsjkerië, die in 1991 werd opgericht. In 1997 werden voor het laatst vrije verkiezingen gehouden. Sinds de Tweede Tsjetsjeense Oorlog uitbrak in 1999, is het gebied in handen van de door Rusland gesteunde president van Tsjetsjenië en zijn de presidenten van Itsjkerië noodgedwongen ondergedoken. Na de populaire Maschadov, zijn twee relatief onbekende hardliners hem opgevolgd. De eerste vijf  presidenten kwamen allemaal als gevolg van moordaanslagen of gevechten om het leven: 
4 tijdens hun presidentschap en een na zijn functie.
|   | Naam                     | Begin presidentschap | Einde presidentschap | Politieke partij                            |
| - | ------------------------ | -------------------- | -------------------- | ------------------------------------------- |
| 1 | Dzjochar Doedajev        | 9 november 1991      | 21 april 1996        | Nationaal Congres van het Tsjetsjeense Volk |
| 2 | Zelimchan Jandarbiejev   | 21 april 1996        | 12 februari 1997     | Democratische Partij Vajnach                |
| 3 | Aslan Maschadov          | 12 februari 1997     | 8 maart 2005         | geen partij                                 |
| 4 | Abdoel-Chalim Sadoelajev | 8 maart 2005         | 17 juni 2006         | geen partij                                 |
| 5 | Dokoe Oemarov            | 17 juni 2006         | 8 juni 2009          | geen partij                                 |

Dzjochar Doedajev · Zelimchan Jandarbiejev · Aslan Maschadov · Abdoel-Chalim Sadoelajev · Dokka Oemarov